# Soldaty svobody
Soldaty svobody (russisk: Солдаты свободы) er en spillefilm fra 1977 af Jurij Ozerov.

## Medvirkende
- Mikhail Uljanov - Zjukov
- Jevgenij Matvejev - Leonid Brezjnev
- Vasilij Lanovoj - Andrej Gretjko
- Stefan Getsov - Georgij Dimitrov
- Viktor Avdjusjko - Ivan Konev